# Thanh
Thanh är ett könsneutralt förnamn. 528 män har namnet i Sverige och 422 kvinnor. Flest bär namnet i Skåne, där 126 män och 99 kvinnor har namnet.